# Dodecatheon jeffreyi
Dodecatheon jeffreyi là một loài thực vật có hoa trong họ Anh thảo. Loài này được Van Houtte mô tả khoa học đầu tiên năm 1865.

## Hình ảnh

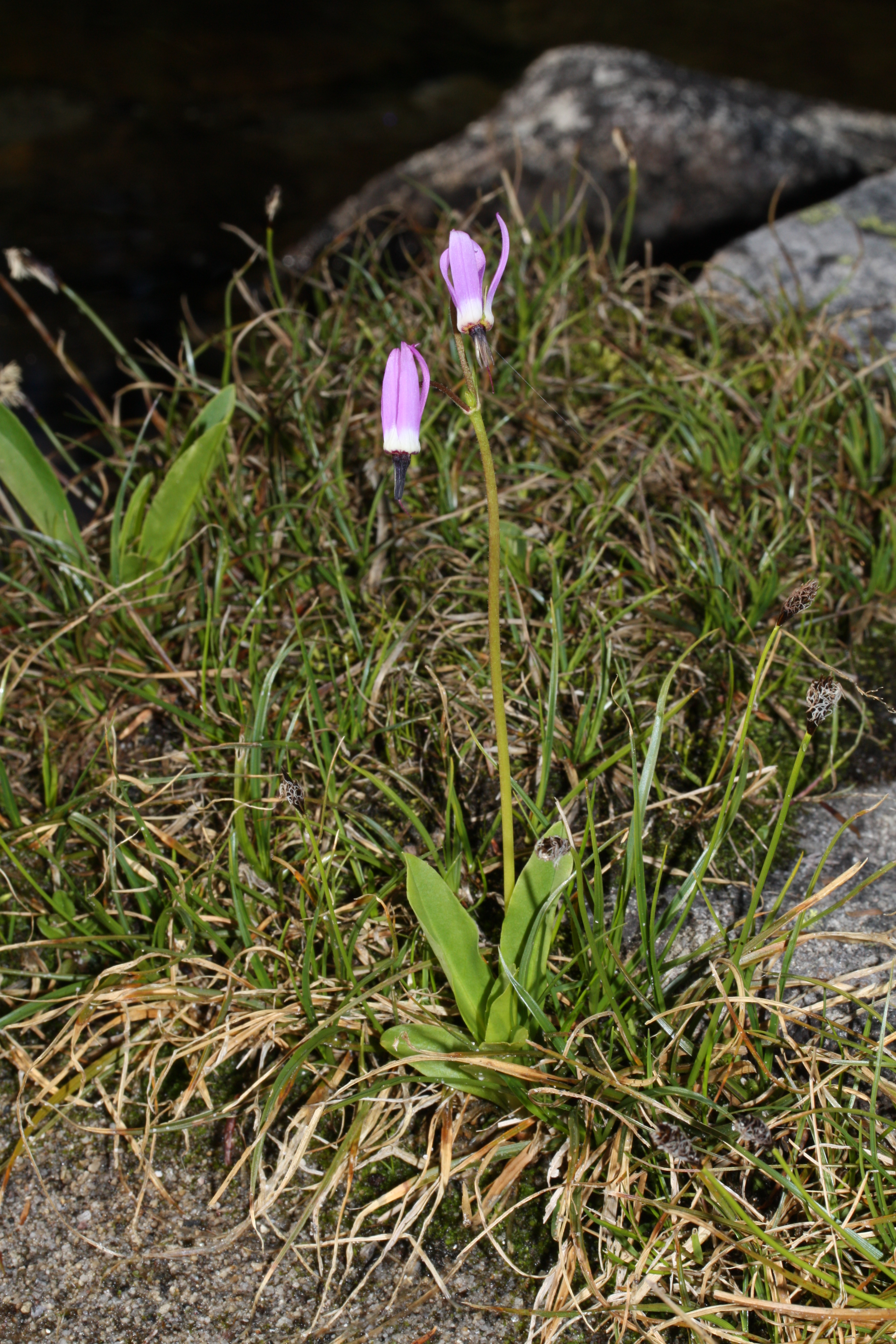
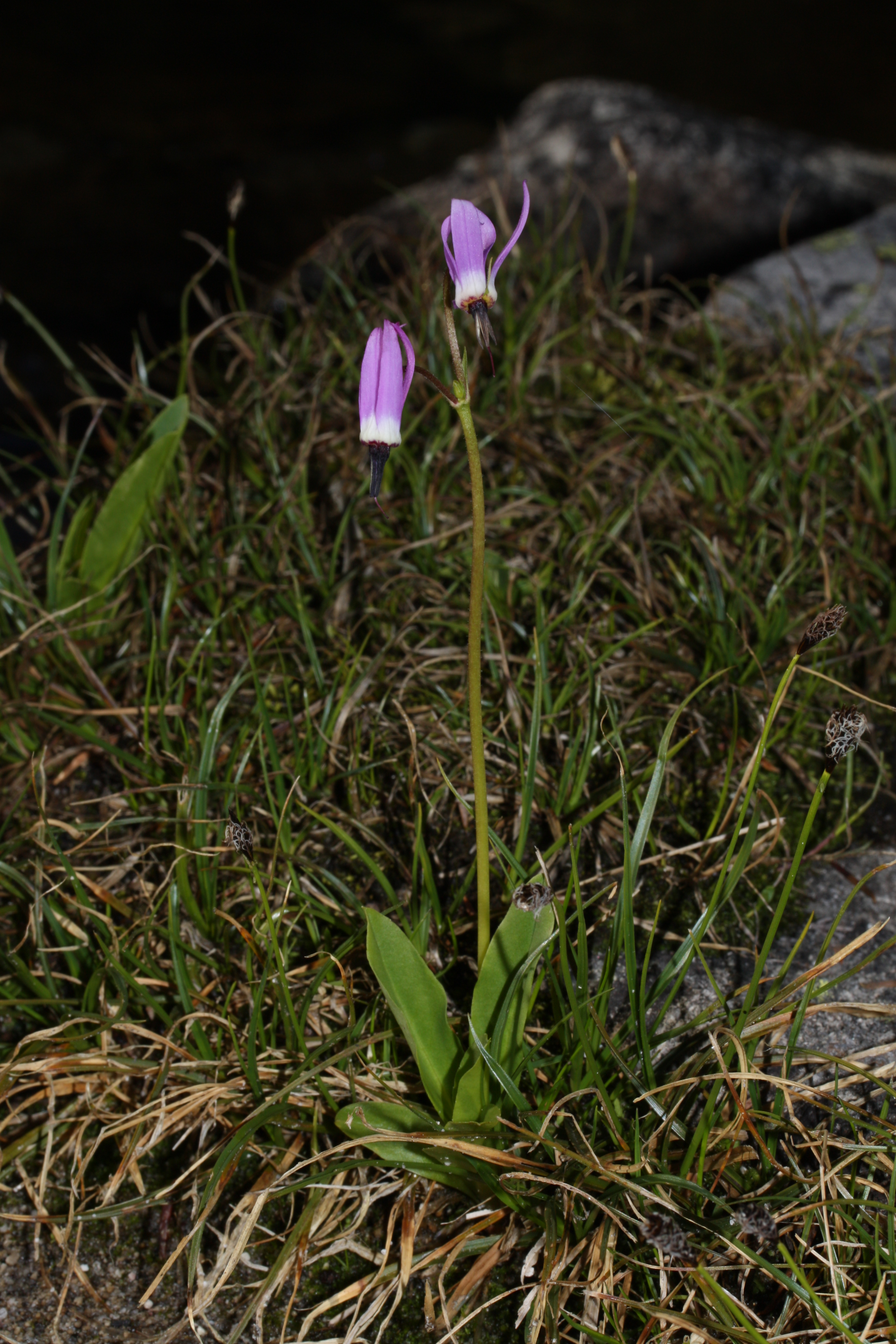
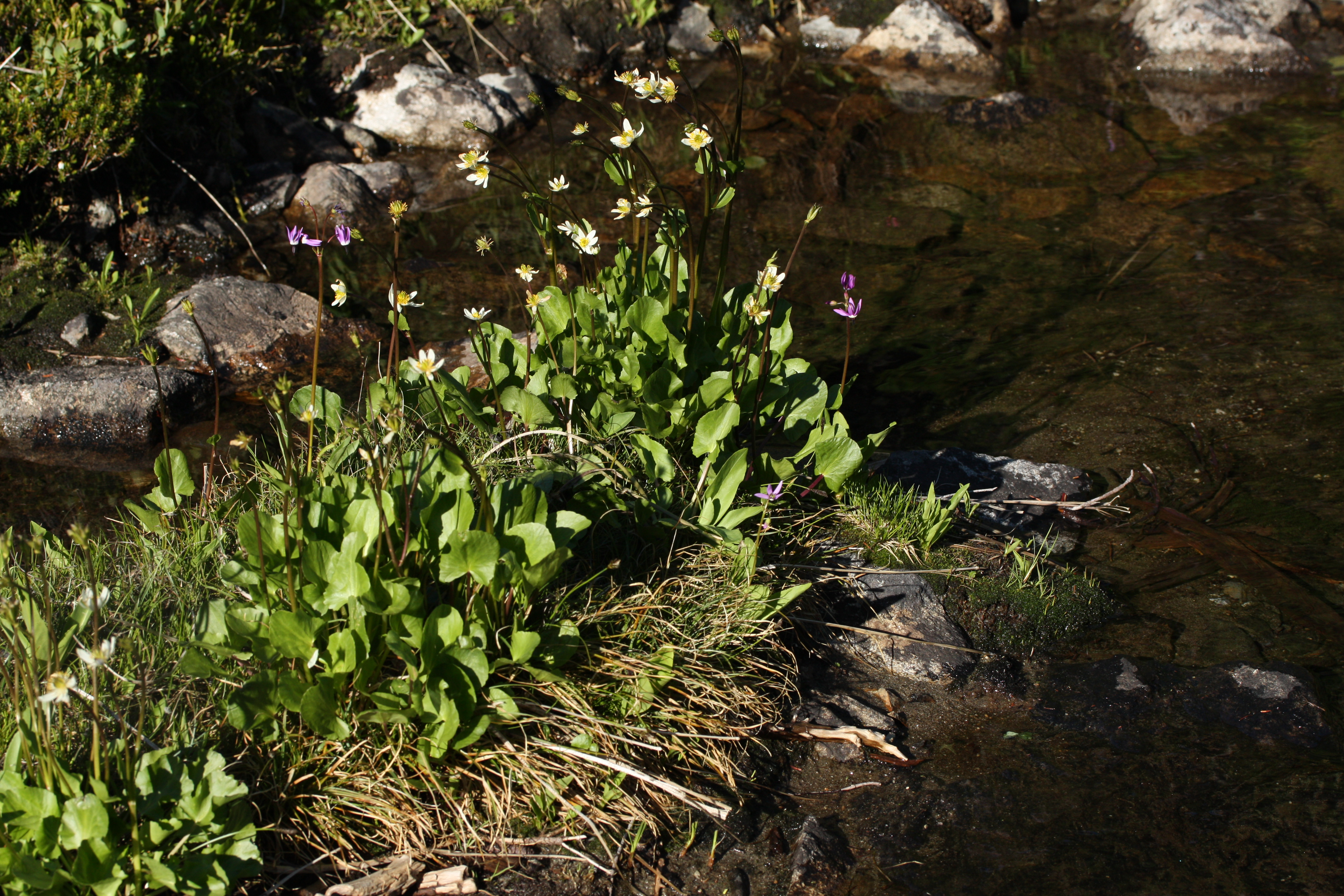
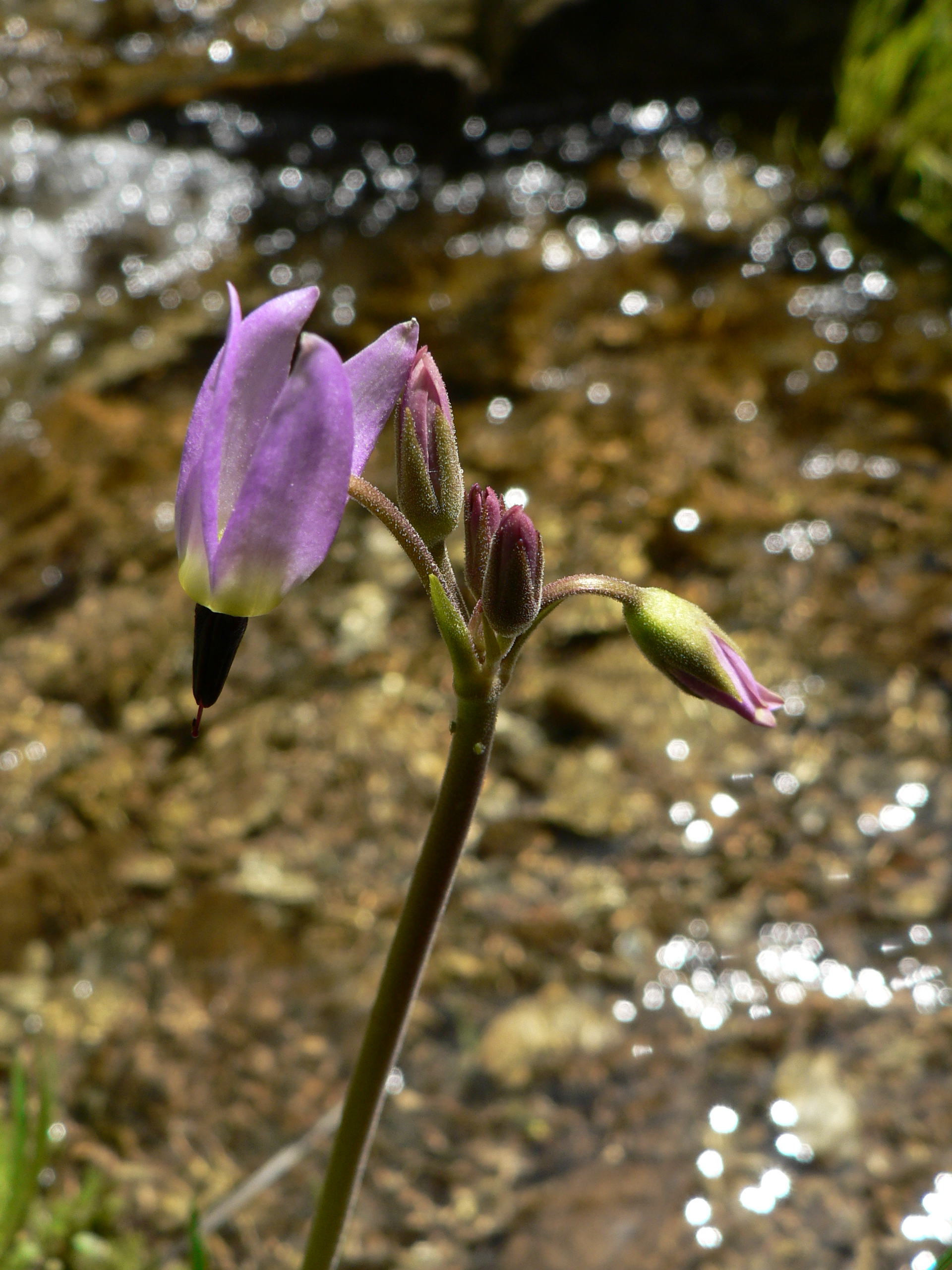